# توستيغ
توستيغ هو إيرل إنكليزي وابن غودوين إيرل وسكس (وكان ترتيبه الثالث بين أبنائه على الأغلب) وشقيق الملك هارولد الثاني، وفي عام 1051 تزوج جوديث شقيقة بالدوين الخامس كونت الفلاندرز ورافق أباه في فترة نفيه القصيرة وعاد معه إلى إنكلترا عام 1052، وكان إيرل نورثمبريا بين عامي 1055 – 1065 بعد موت الإيرل سيوارد وساعد أخاه في إخضاع ويلز، وفي نورثمبريا قام بفرض القوانين بالقوة والشدة. وكان على علاقة وديه مع صهره إدوارد المعترف، وفي عام 1061 زار البابا نقولا الثاني في روما برفقة ألدرد كبير أساقفة يورك.
في عام 1065 ثار الناس عليه بسبب ضرائبه الباهظة وقسوته وطالبوا باستبداله بموركار الأمر الذي حدا بهارولد (قبل أن يصبح ملكا) أن يمنحهم مطالبهم عندما أتوا إلى أوكسفورد، وأن يخرج لقتال أخيه ما جعل توستيغ يذهب إلى الفلاندرز ونورماندي، حيث عرض خدماته على الدوق وليام، الذي كان مقربا من زوجته ويستعد للغزو على إنكلترا. ذهب بعدها لرحلة إلى اسكتلندا قبل أن يعرض التحالف مع هارالد هاردرادا ملك النرويج فقاما بالتوجه نحو إنجلترا وهزما إيرلي مرسيا ونورثمبريا في معركة فولفورد في 20 سبتمبر 1065 وبعد خمسة أيام يتوجه نحوهما هارولد ملك إنكلترا حيث باغتهما وهزمهما في معركة جسر ستامفورد ويلقى توستيغ وهارولد النرويجي مصرعهما. ويظهر أن ابني توستيغ قد لجآ إلى النرويج، وأرملته جوديث تزوجت فلف دوق بافاريا.